# Talamasca (musicien)
Pour les articles homonymes, voir Talamasca.
Talamasca, aussi connu sous le nom de DJ Lestat, de son vrai nom Cédric Dassulle, est un producteur et DJ français  de trance psychédélique. Talamasca est à l'origine un groupe en collaboration avec Steve Eli et Xavier de Galloy, avant qu'il ne devienne un projet solo. Il a à son actif plus de 250 morceaux sortis dans plusieurs albums et diverses compilations.
Cédric Dassulle, connu sous le nom de scène Talamasca, est né le 19 août 1974 en France. Il commence à jouer du piano dès son plus jeune âge, et compose déjà ses premières pièces avant l'adolescence. Au début des années 1990, il entame sa carrière de DJ sous le nom de DJ Lestat, se produisant dans des raves et devenant le DJ résident des soirées de goa trance au Rex Club à Paris.
En 1995, il commence à collaborer avec deux producteurs français de house, Stéphane Benhamo et Javier de Galloy, qui lui apprennent à utiliser des logiciels de musique assistée par ordinateur. Ensemble, ils fondent le projet Talamasca. Après avoir produit six morceaux en commun, Dassulle continue le projet en tant qu’artiste solo.
En 1996, il sort son premier morceau, Tribal Journey, sur le label israélien Krembo Records. En 1998, il cofonde le label indépendant 3D Vision Records avec Absolum et Nomad, qui devient rapidement l’un des piliers de la scène trance psychédélique. Son premier album, Beyond the Mask, est publié sur ce label.
En 2003, il fonde le label Mind Control Records et sort l’album Zodiac, en collaboration avec 3D Vision. En 2009, il revient jouer pour la troisième fois à l’événement Digital Dance à Skopje, en Macédoine.
En 2012, il rejoint le label belge Dacru Records. En 2020, il quitte Dacru pour fonder un nouveau label, Trance Sphere. En septembre 2021, après avoir joué au Brésil, en Israël et au Mexique, Talamasca se produit pendant deux heures à la braderie d’Évreux, ville où il réside depuis huit ans, dans le quartier de la Cité jolie.

## Carrière musicale
Au fil de sa carrière, Talamasca a sorti plusieurs albums sur des labels internationaux renommés, tels que Spiral Trax (Suède), avec l’album *Musica Divinorum*, et 3D Vision avec *Zodiac*. Il a également collaboré avec des artistes de renom tels que Skazi, Euphoria, Xerox et XSI.
En 2004, il fonde son propre label, **Mind Control Records**, à travers lequel il publie les albums *Made in Trance*, *Obsessive Dream*, *ONE* (en collaboration avec XSI), et *Make Some Noise*.
En 2013, en raison d’un emploi du temps chargé en tournées internationales et de la transition de l’industrie vers le numérique, il ferme Mind Control et rejoint le label belge **Dacru Records**. Durant cette période, il sort des titres populaires comme *Day Dreaming* et des albums tels que *Level 9* et *The Time Machine*. En 2017, il rend hommage aux pionniers de la Goa trance avec l’album *A Brief History of Goa Trance*.
Durant la pandémie de COVID-19, il fonde son propre label **Trance Sphere**, lui permettant de gérer son catalogue musical et de sortir de nouveaux morceaux, dont un album chill-out intitulé *Music for Traveling Minds*. Plus tard, il signe chez **United Beats Records** et y publie en 2023 l’album *The Four Seasons*.

## Discographie

### Albums studio
- Beyond the Mask (2000)
- Musica Divinorum (2001)
- Zodiac (2003)
- Made in Trance (2004)
- Obsessive Dream (2007)
- ONE – avec XSI (2009)
- Make Some Noise! (2011)
- Psychedelic Trance (2013)
- Unreleased for Raver (2013)
- Level 9 (2014)
- The Time Machine (2015)
- A Brief History of Goa Trance (2017)
- We Gonna Rock The World! – avec Ivan Castro (2018)
- The Experiment (2020)
- Music for Traveling Minds (2021)
- The Four Seasons (2023)

### EPs et titres notables
- Front Line Assembly / Talamasca – Pure MDMA (1998)
- Halloween / Sinaï (1999)
- Magnetic Fields / Vacation Time (2001)
- Genetik Monster EP (2001)
- The Secret of the Thirteen Crystal Skulls – avec 1200 Mics (2003)
- Illusion World (2005)
- Back to Bach (2010)
- Stryker & Talamasca Ft. Lucid – Boom F***ing Boom (2016)
- Made in Brazil (2016, 2018)
- Positive Visualisation (2017)
- Endless – avec Champa (2017)
- After Winter Comes Spring – avec Ivan Castro (2018)
- Patterns of Emotions (2019)
- Hold On Your Passion (2021)
- Organic Machine – avec Phalaenopsy (2021)
- Marijuana Reaction (Xoxo Remix) – avec Ivan Castro (2021)
- Psychonaut (2022)
- Lady Sweet Dream (Megatone Remix) (2023)
- Visions – avec Raz (2023)
- Earth Reloading – avec Chrizzlix et Psyfiction (2023)
- Alienergy (2024)
- A Frenchman in Belgrade (2024)
- A Frenchman in Athens (2024)
- Living in a Simulation – avec Mekkanikka (2024)
- Let There Be Trance (2025)

### Compilations
- French Power: Arcadia Compilation Vol. 2 (2003)
- Mind Controllers (Part 1) – avec Nomad (2004)
- Mind Controllers 2 – avec Nomad (2005)
- United – The Sunday Morning (2006)
- Old School For Raver Vol. 1 (2020)
- Old School For Raver Vol. 2 (2020)
- Old School For Raver Vol. 3 (2020)
- Singles Compilation Vol. 1 (2020)
- Mind Gate (2023)

### Divers
- The Beast Remix – avec Ivan Castro (2020)
- Transition – avec Ivan Castro (2020)
- Sensory Deprivation (2020)
- Pandemia (2020)

### Mixes
- Essentials Volume 4 (2015)